# Elen
Elen je žensko osebno ime.

## Izvor imena
Ime Elen je različica imen Elena oziroma Helena.

## Pogostost imena
Po podatkih Statističnega urada Republike Slovenije je bilo na dan 31. decembra 2007 v Sloveniji število ženskih oseb z imenom Elen: 42.

## Osebni praznik
Osebe z imenom Elen lahko godujejo takrat kot osebe z imenom Elena oziroma Helena.